# Kristoffer Björklund
Kristoffer Björklund (* 19. April 1978 in Stockholm) ist ein schwedischer Fußballspieler. Der Torwart bestritt seine bisherige Karriere ausschließlich in Schweden, wo er lange Zeit in Allsvenskan und Superettan auflief.

## Werdegang
Björklund schloss sich im Alter von sechs Jahren der Jugend des Hammarby IF an, wechselte aber als 13-Jähriger zum Stadtrivalen IF Brommapojkarna an. Beim unterklassig spielenden Klub kam der Nachwuchstorhüter nach seinem Erstmannschaftsdebüt 1997 in den folgenden drei Jahren unregelmäßig zum Einsatz und zog 2000 zum Zweitligisten FC Café Opera weiter. Dort avancierte er zum Stammtorhüter und platzierte sich mit der Mannschaft an der Seite von Daniel Arnefjord, Niklas Sandberg und Kaj Eskelinen im vorderen Mittelfeld der Tabelle.
Vor Beginn der Zweitliga-Spielzeit 2003 kehrte Björklund zum mittlerweile in die zweite Liga aufgestiegenen IF Brommapojkarna zurück. Unter Trainer Benny Persson war er ebenso wie unter dessen Nachfolgern Anders Grönhagen und Claes Eriksson Stammtorhüter des Stockholmer Vereins. Nachdem sich die Mannschaft im mittleren Tabellenbereich etabliert hatte, führte er sie in der Zweitliga-Spielzeit 2003, in der er in allen 30 Saisonspielen in der Startformation stand, gemeinsam mit Olof Guterstam, Thomas Lagerlöf, Joakim Runnemo und Jon Persson zum ersten Aufstieg in die Allsvenskan in der Vereinsgeschichte. Auch hier war er Stammkraft, die Erstliga-Spielzeit 2007 verlief jedoch für die Mannschaft enttäuschend, da der einzige Abstiegsplatz belegt wurde.
Björklund blieb jedoch erstklassig, da er sich seinem Jugendverein Hammarby IF anschloss. Dort unterschrieb er im Dezember 2007 einen Zwei-Jahres-Kontrakt. Mit dem vormaligen schwedischen Nationaltorhüter Rami Shaaban lieferte er sich ein Duell um den Stammplatz zwischen den Pfosten und konnte sich über weite Strecken durchsetzen. Am Ende der Spielzeit 2009 stieg er mit dem Klub aus der ersten Liga ab, so dass sein Vertrag nicht verlängert wurde.
Ende März 2010 verpflichtete der Zweitligist Assyriska Föreningen den bis dato vertragslosen Björklund, um dem ebenfalls neu verpflichteten Magnus Bahne Konkurrenz zu verschaffen. Trainer Rikard Norling setzte auf den finnischen Torhüter, so dass Björklund bis zum Sommer ohne Ligaeinsatz blieb. Im Juli verließ er daher den Klub und schloss sich dem im Abstiegskampf befindlichen Ligakonkurrenten Väsby United an. Bis zum Saisonende stand er in zehn Spielen zwischen den Pfosten, musste aber mit der Mannschaft als Tabellenletzter den Abstieg in die Drittklassigkeit hinnehmen. Im Anschluss verkündete er, den Verein verlassen zu wollen.